# Nancy Caswell
Nancy Caswell (Los Ángeles, California, 28 de octubre de 1913-Miami, Florida, 2 de febrero de 1987) fue una actriz infantil de la era de cine mudo y más tarde como adulta en el cine sonoro, incluida una obra de Los Tres Chiflados. Cuando era bebé, fue proclamada la "bebé perfecta" y era la actriz más joven, con papeles cuando tenía solo tres años

## Filmografía
- Riders of the Purple Sage (1918)
- The Day She Paid (1919)
- The Mother of His Children (1920)
- The Two-Fisted Lover (1920)
- Under Crimson Skies (1920)
- Shore Acres (1920)
- Scareheads (1931)
- Horses' Collars (1935)
- Custer's Last Stand (1936)